# Універсальний словник-енциклопедія
«Універса́льний Словни́к-Енциклопе́дія» (УСЕ) — український словник. Головний редактор — Мирослав Попович. До редакційної ради входять Іван Дзюба, Неллі Корнієнко, Н. Мазепа, Наталя Яковенко.
Містить близько 25000 статей, 3200 ілюстрацій, фото, карт, схем, таблиць: найновіші факти, історія та сучасність, наука і техніка, культура і спорт, географія і медицина, персоналії та реалії, Україна і світ. Підготовлений на основі міжнародного проєкту EUROPEDIA, автором якого є шведський енциклопедист, засновник і президент Шведської Академії Вербовізуальної Інформації Свен Лідман.

## Історія створення
У 1990-х було реалізовано важливий для постання національної енциклопедистики проєкт — переклад та адаптацію до українського проблематики «Европедії». Головним редактором цього проєкту став філософ Мирослав Попович. Перше видання, що отримало назву «Універсальний словник-енциклопедія», було реалізоване у 1991 році.
В Україні перевидається від 2001 року регулярно.
У статтях про іншомовні власні назви та імена застосовано фонетичний принцип відтворення «на слух», який не відповідав як чинному на момент видання правопису, так і проєкту правопису 1999 року (наприклад, у словнику вживалися Райн, а не Рейн; Бош замість Босх; Айседора Данкен замість Дункан, Австерліц, а не Аустерліц і т. д.).

## Видання
- 1-ше видання — К.: Ірина, 1999. — 1551 с.
- 2-е видання, доповнене — Київ — Львів: Всеувито-Атлас, 2001.
- 3-тє видання, перероблене і доповнене — К.: Всеувито, Новий друк, 2003.
- 4-те видання, виправлене і доповнене — Львів: ТЕКА, 2006. — 1432 с., близько 23500 статей, 3270 ілюстрацій, фото, карт, схем, таблиць.